# Ettore Maria Fizzarotti
Ettore Maria Fizzarotti (* 3. Januar 1916 in Neapel; † 10. September 1985 in Rom) war ein italienischer Filmregisseur.

## Leben
Fizzarotti, Sohn des Regisseurs Armando, begann 1946 als Regieassistent für seinen Vater bei Film zu arbeiten; diese Position hatte er bei allen noch folgenden Filmen seines Vaters und bis 1964 bei einer erheblichen Anzahl anderer Werke, meist bescheiden budgetierter Genreware der Melodramen für den süditalienischen Markt. 1964 begann er mit seinem Wirken als Regisseur, wobei er vor allem musikalische Komödien herkömmlicher Art inszenierte, die die Kritik ablehnte, beim Publikum jedoch Erfolge wurden. Bis 1972, seinem Rückzug, unternahm er nur vereinzelt Ausflüge in das Western oder Krimi-Genre.
Manchmal wird er auch abgekürzt als Ettore M. Fizzarotti gelistet.

## Filmografie (Auswahl)
- 1964: In ginocchio da te
- 1966: Schlager mit Caterina (Perdono)
- 1968: Zum Abschied noch ein Totenhemd (Vendo cara la pelle)
- 1972: Sgarro alla camorra (auch Drehbuch)